# Sebastián Flores Mallqui
Sebastián Flores Mallqui (LIma, 15 de junio de 2005) es un futbolista peruano. Juega como mediocentro y su equipo actual es el Universitario de Deportes de la Liga 1 del Perú.

## Trayectoria
Jugador nacido en la Academia Héctor Chumpitaz, luego sería transferido al plantel de reservas de Universitario de Deportes.

### Universitario de Deportes
En el 2024 fue parte del plantel campeón del Torneo de Reservas.
En  2025 fue citado para la pretemporada por Fabián Bustos, quedando así en el plantel principal de Universitario. Salió en la lista de suplente en el Torneo Apertura frente a FBC Melgar, sin embargo, su debut profesional se daría en la fecha 09 del Torneo Apertura de la mano del técnico interino de Universitario, Manuel Barreto en una victoria 3 a 1 frente a Deportivo Binacional en Juliaca.

## Clubes
| Club                      | País | Año           |
| ------------------------- | ---- | ------------- |
| Universitario de Deportes | Perú | 2025-presente |